# Papoeanachtzwaluw
De Papoeanachtzwaluw (Eurostopodus papuensis) is een vogel uit de familie Caprimulgidae (nachtzwaluwen).

## Verspreiding en leefgebied
Deze soort is endemisch in Nieuw-Guinea.